# Jerry Stahl
Pour les articles homonymes, voir Stahl.
Œuvres principales
- Mémoires des ténébres
- Moi, Fatty

Jerry Stahl, né le 28 septembre 1953 à Pittsburgh, en Pennsylvanie, est un scénariste, un journaliste et un écrivain américain de roman policier. Il est principalement connu pour le récit de ses mémoires sur son addiction à la drogue Permanent Midnight: A Memoir (Mémoires des ténébres) adapté au cinéma sous le même nom avec Ben Stiller dans le rôle-titre.

## Biographie
Il fréquente l’université Columbia qu’il quitte sans diplôme pour partir travailler en Europe. Il passe par la Grèce, Paris et Londres, avant de retourner à New York où il décide de vivre de son écriture. Il travaille comme rédacteur pour le magazine pornographique américain Hustler et il devient dépendant à l’héroïne. Il commence à écrire pour le septième art : il signe le scénario de Nightdreams (en) de Francis Delia en 1981, et de Café Flesh et de Dr. Cagliari de Stephen Sayadian en 1982 et 1989. Il collabore à l’écriture d’épisodes pour les séries Alf, Père et impair, Clair de lune, Bienvenue en Alaska et Twin Peaks.
Il écrit ses mémoires en 1995 sous le titre Permanent Midnight: A Memoir (Mémoires des ténébres) qui devient Permanent Midnight au cinéma en 1998. Réalisé par David Veloz (it), avec Ben Stiller, Maria Bello, Owen Wilson, Elizabeth Hurley et Jay Paulson au casting, ce film offre une petite notoriété à Jerry Stahl et l’incite à poursuivre dans l’écriture.
Il publie en 1999 le roman Perv: A Love Story (Perv, une histoire d’amour) et il intègre l’équipe de scénaristes de la série télévisée Les Experts, dont il signera plusieurs épisodes au cours des saisons suivantes. Il publie Plainclothes Naked (À poil en civil) en 2001 et il rédige le scénario du film Bad Boys 2 de Michael Bay en 2003. L'année suivante, il publie son troisième roman, I, Fatty (Moi, Fatty), qui raconte l’histoire fictive du célèbre acteur américain Roscoe Arbuckle. En 2009, il fait paraître le roman Pain Killers (Anesthésie générale). Derniers romans en date : Bad Sex On Speed (Speed fiction) et Happy Mutant Baby Pills (Thérapie de choc pour bébé mutant).
En parallèle à sa carrière de scénariste et d’écrivain, il collabore régulièrement à diverses publications de la presse américaine : Esquire, Details, L.A. Weekly, Tin House, The New York Times, The Believer. Il a également joué de petits rôles de figuration au cinéma. Il fait notamment un caméo dans Permanent Midnight.
En France, Jerry Stahl est publié chez Payot & Rivages et chez 13e note.

## Œuvre

### Romans

#### SérieManny Rupert
- Plainclothes Naked (2001) Publié en français sous le titre À poil en civil, traduction de Thierry Marignac, Paris, Rivages/Thriller, 2005 ; réédition Rivages/Noir no 647, 2007
- Pain Killers (2009) Publié en français sous le titre Anesthésie générale, traduction d’Alexis Nolent, Paris, Rivages/Thriller, 2011 ; réédition Rivages/Noir no 967, 2014

#### Autres romans
- Perv: A Love Story (1999) Publié en français sous le titre Perv, une histoire d’amour, traduction de Philippe Aronson, Paris, 13e note, 2011
- I, Fatty (2004) Publié en français sous le titre Moi, Fatty, traduction de Thierry Marignac, Paris, Rivages/Thriller, 2007 : réédition Rivages/Noir no 921, 2013
- Bad Sex On Speed (2013) Publié en français sous le titre Speed fiction, traduction de Morgane Saysana, Paris, 13e note, 2013
- Happy Mutant Baby Pills (2013) Publié en français sous le titre Thérapie de choc pour bébé mutant, traduction d’Alexis Nolent, Paris, Rivages/Thriller, 2014

### Recueil de nouvelles
- Love Without (2007)

### Mémoires
- Permanent Midnight: A Memoir (1995) Publié en français sous le titre Mémoires des ténèbres, Paris, 13e note, 2010, traduction de Philippe Aronson.
- OG Dad (2015)
- Nein, Nein, Nein!: One Man's Tale of Depression, Psychic Torment, and a Bus Tour of the Holocaust (2022) Publié en français sous le titre Nein, Nein, Nein !, Payot-Rivages, 2023

## Filmographie

### Au cinéma

#### Comme auteur adapté
- 1998 : Permanent Midnight, film américain de David Veloz, d’après le roman Mémoires des ténébres, avec Ben Stiller, Maria Bello et Jay Paulson.

#### Comme scénariste
- 1981 : Nightdreams, film américain réalisé par Francis Delia.
- 1982 : Café Flesh, film américain réalisé par Stephen Sayadian.
- 1989 : Dr. Cagliari, film américain réalisé par Stephen Sayadian.
- 2003 : Bad Boys 2, film américain réalisé par Michael Bay, avec Will Smith et Martin Lawrence.
- 2017 : Outsider (Chuck)

#### Comme acteur
- 1998 : Permanent Midnight de David Veloz : Dr Murphy
- 2000 : Mafia Parano d'Eric Blakeney : Lucien
- 2001 : Zoolander de Ben Stiller
- 2003 : Down with the Joneses de John Curry : Marty
- 2006 : Inland Empire de David Lynch

### À la télévision

#### Séries télévisées
- 1986 : Alf : Don't It Make My Brown Eyes Blue? (S.1 ép.8) ; La Cuckaracha (S.1 ép.25) ; Mind Games (S.4 ép.5)
- 1986 : Père et impair : Bad Apples (S.1 ép.6) ; Enid Quits (S.1 ép.7)
- 1988 : Génération Pub : Born to Be Mild (S.1 ép.21) ; Politics (S.2 ép.6)
- 1989 : Clair de lune : Plastic Fantastic Lovers (S.5 ép.5) ; Perfetc (S.5 ép.9)
- 1990 : Bienvenue en Alaska: Soapy Sanderson (S.1 ép.3)
- 1990 : Twin Peaks : Laura's Secret Diary (S.2 ép.4)
- 2011 : Les Experts :
  - Saison 1 des Experts: Justice Is Served
  - Saison 2 des Experts: Slaves of Las Vegas ; Felonius Monk ; The Hunger Artist
  - Saison 4 des Experts : Fur and Loathing (en) ; Getting Off
  - Saison 5 des Experts : Ch-Ch-Changes ; King Baby
  - Saison 6 des Experts : Pirates of the Third Reich ; Way To Go

#### Téléfilms
- 2011 : Hemingway & Gellhorn, téléfilm américain réalisé par Philip Kaufman, avec Nicole Kidman et Clive Owen.

## Sources
- Claude Mesplède (dir.), Dictionnaire des littératures policières, vol. 2 : J - Z, Nantes, Joseph K, coll. « Temps noir », 2007, 1086 p. (ISBN 978-2-910-68645-1, OCLC 315873361), p. 817.